# Morella (conto)
"Morella" é um conto do gênero de horror gótico escrito pelo autor e crítico americano do século XIX, Edgar Allan Poe. O conto foi publicado pela primeira vez na edição de abril de 1835 do Southern Literary Messenger, e uma versão revisada foi reimpressa na edição de novembro de 1839 do Burton's Gentleman's Magazine. A primeira publicação incluía um poema de 16 linhas de Poe chamado "Hymn", cantado por Morella, posteriormente publicado como um poema independente intitulado "A Catholic Hymn".

## Resumo do conto
Um narrador sem nome se casa com Morella, uma mulher altamente instruída que se dedica aos estudos dos filósofos alemães Fichte e Schelling, explorando a questão da identidade. Morella passa seu tempo na cama lendo e ensinando seu marido. Ao perceber o declínio físico dela, o narrador fica assustado e deseja a morte de sua esposa para que ela possa encontrar paz eterna. Eventualmente, Morella morre durante o parto, declarando: "Estou morrendo. Mas dentro de mim está o vínculo desse amor... que tu sentias por mim, Morella. E quando meu espírito partir, a criança viverá."
Conforme a filha cresce, o narrador percebe uma semelhança assustadora com sua mãe, mas ele se recusa a dar um nome à criança. Aos dez anos, a semelhança com Morella é perturbadora. Seu pai decide batizá-la para libertá-la de qualquer mal, mas esse evento traz a alma da mãe de volta para sua filha. Durante a cerimônia, o padre pergunta o nome da filha e o narrador responde "Morella". Imediatamente, a filha exclama: "Estou aqui!" e morre. O narrador mesmo leva seu corpo ao túmulo e não encontra nenhum vestígio da primeira Morella; ali, sele sepulta a segunda.

## Análise
Os principais elementos literários abordados na obra são a busca pela eternidade, o amor não correspondido, a admiração que traz à tona sentimentos ruins e o desejo de morte. 
O crítico literário J. Gerald Kennedy analisa que a escolha do narrador de nomear sua filha como Morella sugere o desejo subconsciente dele pela morte dela, assim como ele fez com a mãe. O poeta Allen Tate sugeriu que o renascimento de Morella pode ser sua transformação em uma vampira para se vingar do narrador.  A morte, no conto, não desperta medo: o que causa espanto é a perda da personalidade após a morte. Morella, ao dar à luz à sua filha, não encerra o ciclo da morte, mas o faz renascer. 
Poe explora a ideia do que acontece com a identidade após a morte, sugerindo que se ela sobrevivesse à morte, poderia então existir fora de um corpo e retornar à outro. O autor foi influenciado, em parte, pelas teorias de identidade de Friedrich Wilhelm Joseph Schelling, a quem ele menciona na história.

## Adaptações
"Morella" é o título de um dos segmentos do filme "Tales of Terror" de 1962, dirigido por Roger Corman. O filme conta com Vincent Price, Peter Lorre e Basil Rathbone no elenco. A história também foi adaptada livremente como "Morella: O Espírito Satânico"  de 1990, dirigido por Jim Wynorski.